# Élections présidentielles sous la Cinquième République dans l'Oise
Depuis l'adoption de la Constitution de la Cinquième République française en 1958, dix élections présidentielles ont eu lieu afin d'élire le président de la République. Cette page présente les résultats de ces élections dans l'Oise.

## Synthèse des résultats du second tour
Jusqu'en 1988 l'Oise vote plus à gauche que la France. En 1974 le département place ainsi en tête François Mitterrand devant Valéry Giscard d'Estaing. À partir de 1988, les électeurs votent dans la tendance nationale. Une droitisation apparaît en 2007 (Nicolas Sarkozy obtient 5 points de plus qu'au niveau national), confirmée en 2012 (Nicolas Sarkozy arrive en tête devant François Hollande avec 52,66 %). En 2017, Emmanuel Macron obtient près de 15 points de moins qu'au niveau national, Marine Le Pen frôlant la barre des 50 %.
| année | Répartition des exprimés | Répartition des exprimés | Participation (% des inscrits) | Blancs ou nuls (% des votants) |

| 2017 | Emmanuel Macron (53,28 %) (France : 66,10 %) | Marine Le Pen (46,72 %) (France : 33,90 %) | 76,21 % (France : 77,77 %) | 1,96 % (France : 2,47 %) |

| 2012 | François Hollande (47,34 %) (France : 51,64 %) | Nicolas Sarkozy (52,66 %) (France : 48,36 %) | 80,93 % (France : 80,35 %) | 1,85 % (France : 5,82 %) |

| 2007 | Nicolas Sarkozy (58,28 %) (France : 53,06 %) | Ségolène Royal (41,72 %) (France : 46,94 %) | 83,51 % (France : 83,97 %) | 1,32 % (France : 4,20 %) |

| 2002 | Jacques Chirac (74,93 %) (France : 82,21 %) | J.-M. Le Pen (25,07 %) (France : 17,79 %) | 73,82 % (France : 79,71 %) | 2,96 % (France : 3,38 %) |

| 1995 | Jacques Chirac (51,12 %) (France : 52,64 %) | Lionel Jospin (48,88 %) (France : 47,36 %) | 81,37 % (France : 78,38 %) | 2,43 % (France : 2,81 %) |

| 1988 | François Mitterrand (58,12 %) (France : 54,02 %) | Jacques Chirac (41,88 %) (France : 45,98 % %) | 84,45 % (France : 81,35 %) | 1,9 % (France : 2,00 %) |

| 1981 | François Mitterrand (54,61 %) (France : 51,76 %) | Valéry Giscard d'Estaing (45,39 %) (France : 48,24 %) | 84,58 % (France : 81,09 %) | 1,62 % (France : 1,62 %) |

| 1974 | Valéry Giscard d'Estaing (47,42 %) (France : 50,81 %) | François Mitterrand (52,58 %) (France : 49,19 %) | 87,39 % (France : 84,23 %) | 1,09 % (France : 0,92 %) |

| 1969 | Georges Pompidou (56,69 %) (France : 58,21 %) | Alain Poher (43,31 %) (France : 41,79 %) | 81,04 % (France : 77,59 %) | 1,56 % (France : 1,29 %) |

| 1965 | Charles de Gaulle (57,02 %) (France : 55,20 %) | François Mitterrand (42,98 %) (France : 44,80 %) | 87,76 % (France : 84,75 %) | 1,29 % (France : 1,01 %) |

|  | ▲ |

## Résultats détaillés par scrutin

### 2017
Le premier tour de l'élection présidentielle de 2017 voit s'affronter onze candidats. Emmanuel Macron arrive en tête devant Marine Le Pen et tous deux se qualifient pour le second tour. Néanmoins, avec François Fillon et Jean-Luc Mélenchon, les scores des quatre candidats ayant recueilli le plus de voix sont serrés (4,43 points entre le 1er et le 4e). Pour la première fois, aucun des candidats des deux partis politiques pourvoyeurs jusque-là des présidents de la Ve République, n'est présent au second tour. Celui-ci se tient le dimanche 7 mai et se solde par la victoire d'Emmanuel Macron, avec un total de 20 753 798 bulletins de vote en sa faveur, soit 66,10 % des suffrages exprimés, face à la candidate du Front national, qui recueille 33,90 %. Le scrutin est néanmoins marqué par une forte abstention et par un record de votes blancs ou nuls. 
Dans l'Oise, Marine Le Pen arrive en tête du premier tour avec 30,88 % des exprimés, suivie de Emmanuel Macron (19,8 %), Jean-Luc Mélenchon (17,68 %), François Fillon (17,54 %) et Nicolas Dupont-Aignan (5,47 %). Au second tour, les électeurs ont voté à 53,28 % pour Emmanuel Macron contre 46,72 % pour Marine Le Pen avec un taux de participation de 76,21 % des inscrits.
|             | FN          | Marine Le Pen         | 135 188 | 30,88 %    | 177 549 | 46,72 %    |  |  |
|             | EM          | Emmanuel Macron       | 86 680  | 19,8 %     | 202 509 | 53,28 %    |  |  |
|             | LFi         | Jean-Luc Mélenchon    | 77 415  | 17,68 %    |         |            |  |  |
|             | LR          | François Fillon       | 76 783  | 17,54 %    |         |            |  |  |
|             | DlF         | Nicolas Dupont-Aignan | 23 936  | 5,47 %     |         |            |  |  |
|             | PS          | Benoît Hamon          | 20 525  | 4,69 %     |         |            |  |  |
|             | NPA         | Philippe Poutou       | 4 682   | 1,07 %     |         |            |  |  |
|             | UPR         | François Asselineau   | 4 666   | 1,07 %     |         |            |  |  |
|             | LO          | Nathalie Arthaud      | 3 677   | 0,84 %     |         |            |  |  |
|             | RES         | Jean Lassalle         | 3 414   | 0,78 %     |         |            |  |  |
|             | SeP         | Jacques Cheminade     | 827     | 0,19 %     |         |            |  |  |
|             |             |                       |         |            |         |            |  |  |
|             |             |                       | Nombre  | % inscrits | Nombre  | % inscrits |  |  |
| Inscrits    | Inscrits    | Inscrits              | 562 085 |            | 561 950 |            |  |  |
| Abstentions | Abstentions | Abstentions           | 113 254 | 20,15 %    | 133 699 | 23,79 %    |  |  |
| Votants     | Votants     | Votants               | 448 831 | 79,85 %    | 428 251 | 76,21 %    |  |  |
|             |             |                       |         |            |         |            |  |  |
|             |             |                       |         | % votants  |         | % votants  |  |  |
| Blancs      | Blancs      | Blancs                | 8 040   | 1,43 %     | 36 747  | 6,54 %     |  |  |
| Nuls        | Nuls        | Nuls                  | 2 998   | 0,53 %     | 11 446  | 2,04 %     |  |  |
| Exprimés    | Exprimés    | Exprimés              | 437 793 | 77,89 %    | 380 058 | 67,63 %    |  |  |

### 2012
Hollande, désigné par le PS à la suite d'une primaire ouverte, devance Sarkozy dès le premier tour de l'élection présidentielle de 2012 : c'est la première fois qu'un président sortant est ainsi devancé. Au second tour, Sarkozy est battu mais par un écart plus faible qu'attendu.
Dans l'Oise, Nicolas Sarkozy arrive en tête du premier tour avec 26,59 % des exprimés, suivi de Marine Le Pen (25,08 %), François Fillon (24,9 %), Jean-Luc Mélenchon (10,11 %) et François Bayrou (7,61 %). Au second tour, les électeurs ont voté à 47,34 % pour François Hollande contre 52,66 % pour Nicolas Sarkozy avec un taux de participation de 80,68 % des inscrits.
|                | UMP            | Nicolas Sarkozy       | 115 926 | 26,59 %    | 217 732 | 52,66 %    |  |  |
|                | FN             | Marine Le Pen         | 109 339 | 25,08 %    |         |            |  |  |
|                | PS             | François Hollande     | 108 574 | 24,9 %     | 195 701 | 47,34 %    |  |  |
|                | FG             | Jean-Luc Mélenchon    | 44 057  | 10,11 %    |         |            |  |  |
|                | MoDem          | François Bayrou       | 33 160  | 7,61 %     |         |            |  |  |
|                | DLF            | Nicolas Dupont-Aignan | 8 505   | 1,95 %     |         |            |  |  |
|                | EELV           | Eva Joly              | 6 598   | 1,51 %     |         |            |  |  |
|                | NPA            | Philippe Poutou       | 5 338   | 1,22 %     |         |            |  |  |
|                | LO             | Nathalie Arthaud      | 3 391   | 0,78 %     |         |            |  |  |
|                | S&P            | Jacques Cheminade     | 1 081   | 0,25 %     |         |            |  |  |
|                |                |                       |         |            |         |            |  |  |
|                |                |                       | Nombre  | % inscrits | Nombre  | % inscrits |  |  |
| Inscrits       | Inscrits       | Inscrits              | 548 845 |            | 549 097 |            |  |  |
| Abstentions    | Abstentions    | Abstentions           | 104 642 | 19,07 %    | 106 084 | 19,32 %    |  |  |
| Votants        | Votants        | Votants               | 444 203 | 80,93 %    | 443 013 | 80,68 %    |  |  |
|                |                |                       |         |            |         |            |  |  |
|                |                |                       |         | % votants  |         | % votants  |  |  |
| Blancs ou nuls | Blancs ou nuls | Blancs ou nuls        | 8 234   | 1,85 %     | 29 580  | 6,68 %     |  |  |
| Exprimés       | Exprimés       | Exprimés              | 435 969 | 98,15 %    | 413 433 | 98,15 %    |  |  |

### 2007
Au premier tour de l'élection présidentielle de 2007, Sarkozy réussit à capter une partie des voix de Le Pen et arrive largement en tête. Royal est la première femme qualifiée pour le second tour d'une élection présidentielle. Elle est battue avec une avance de 6 points.
Dans l'Oise, Nicolas Sarkozy arrive en tête du premier tour avec 32,9 % des exprimés, suivi de Ségolène Royal (21,31 %), François Bayrou (15,95 %), Jean-Marie Le Pen (14,93 %) et Olivier Besancenot (4,66 %). Au second tour, les électeurs ont voté à 58,28 % pour Nicolas Sarkozy contre 41,72 % pour Ségolène Royal avec un taux de participation de 84,47 % des inscrits.
|                | UMP            | Nicolas Sarkozy      | 145 518 | 32,9 %     | 252 728 | 58,28 %    |  |  |
|                | PS             | Ségolène Royal       | 94 248  | 21,31 %    | 180 890 | 41,72 %    |  |  |
|                | UDF            | François Bayrou      | 70 559  | 15,95 %    |         |            |  |  |
|                | FN             | Jean-Marie Le Pen    | 66 040  | 14,93 %    |         |            |  |  |
|                | LCR            | Olivier Besancenot   | 20 606  | 4,66 %     |         |            |  |  |
|                | MPF            | Philippe de Villiers | 11 160  | 2,52 %     |         |            |  |  |
|                | LO             | Arlette Laguiller    | 8 461   | 1,91 %     |         |            |  |  |
|                | GPA            | Marie-George Buffet  | 8 225   | 1,86 %     |         |            |  |  |
|                | Les Verts      | Dominique Voynet     | 6 528   | 1,48 %     |         |            |  |  |
|                | CPNT           | Frédéric Nihous      | 4 819   | 1,09 %     |         |            |  |  |
|                | SE             | José Bové            | 4 721   | 1,07 %     |         |            |  |  |
|                | CNRSP          | Gérard Schivardi     | 1 461   | 0,33 %     |         |            |  |  |
|                |                |                      |         |            |         |            |  |  |
|                |                |                      | Nombre  | % inscrits | Nombre  | % inscrits |  |  |
| Inscrits       | Inscrits       | Inscrits             | 536 752 |            | 536 646 |            |  |  |
| Abstentions    | Abstentions    | Abstentions          | 88 504  | 16,49 %    | 83 339  | 15,53 %    |  |  |
| Votants        | Votants        | Votants              | 448 248 | 83,51 %    | 453 307 | 84,47 %    |  |  |
|                |                |                      |         |            |         |            |  |  |
|                |                |                      |         | % votants  |         | % votants  |  |  |
| Blancs ou nuls | Blancs ou nuls | Blancs ou nuls       | 5 902   | 1,32 %     | 19 689  | 4,34 %     |  |  |
| Exprimés       | Exprimés       | Exprimés             | 442 346 | 98,68 %    | 433 618 | 95,66 %    |  |  |

### 2002
Après cinq années de cohabitation, un duel est attendu entre Chirac et le Premier ministre Jospin lors de l'élection présidentielle de 2002, mais, à la surprise générale, ce dernier est devancé par Le Pen au premier tour. Au second tour, Chirac bénéficie du ralliement de la gauche et reçoit un score sans précédent. Il s'agit de la première élection pour un mandat de cinq ans et non plus sept.
Dans l'Oise, Jean-Marie  Le Pen arrive en tête du premier tour avec 22,76 % des exprimés, suivi de Jacques  Chirac (18,29 %), Lionel  Jospin (13,66 %), Arlette Laguiller (6,94 %) et François Bayrou (5,95 %). Au second tour, les électeurs ont voté à 74,93 % pour Jacques  Chirac contre 25,07 % pour Jean-Marie  Le Pen avec un taux de participation de 80,28 % des inscrits.
|                | FN             | Jean-Marie Le Pen       | 82 589  | 22,76 %    | 96 063  | 25,07 %    |  |  |
|                | RPR            | Jacques Chirac          | 66 362  | 18,29 %    | 287 054 | 74,93 %    |  |  |
|                | PS             | Lionel Jospin           | 49 547  | 13,66 %    |         |            |  |  |
|                | LO             | Arlette Laguiller       | 25 167  | 6,94 %     |         |            |  |  |
|                | UDF            | François Bayrou         | 21 596  | 5,95 %     |         |            |  |  |
|                | MC             | Jean-Pierre Chevènement | 18 736  | 5,16 %     |         |            |  |  |
|                | Les Verts      | Noël Mamère             | 16 142  | 4,45 %     |         |            |  |  |
|                | LCR            | Olivier Besancenot      | 14 719  | 4,06 %     |         |            |  |  |
|                | DL             | Alain Madelin           | 12 920  | 3,56 %     |         |            |  |  |
|                | PC             | Robert Hue              | 12 029  | 3,32 %     |         |            |  |  |
|                | CPNT           | Jean Saint-Josse        | 11 776  | 3,25 %     |         |            |  |  |
|                | MNR            | Bruno Mégret            | 11 654  | 3,21 %     |         |            |  |  |
|                | PRG            | Christiane Taubira      | 7 028   | 1,94 %     |         |            |  |  |
|                | Cap21          | Corinne Lepage          | 6 513   | 1,79 %     |         |            |  |  |
|                | FRS            | Christine Boutin        | 4 064   | 1,12 %     |         |            |  |  |
|                | PT             | Daniel Gluckstein       | 2 004   | 0,55 %     |         |            |  |  |
|                |                |                         |         |            |         |            |  |  |
|                |                |                         | Nombre  | % inscrits | Nombre  | % inscrits |  |  |
| Inscrits       | Inscrits       | Inscrits                | 506 532 |            | 506 569 |            |  |  |
| Abstentions    | Abstentions    | Abstentions             | 132 612 | 26,18 %    | 99 912  | 19,72 %    |  |  |
| Votants        | Votants        | Votants                 | 373 920 | 73,82 %    | 406 657 | 80,28 %    |  |  |
|                |                |                         |         |            |         |            |  |  |
|                |                |                         |         | % votants  |         | % votants  |  |  |
| Blancs ou nuls | Blancs ou nuls | Blancs ou nuls          | 11 074  | 2,96 %     | 23 540  | 5,79 %     |  |  |
| Exprimés       | Exprimés       | Exprimés                | 362 846 | 97,04 %    | 383 117 | 94,21 %    |  |  |

### 1995
Après une nouvelle cohabitation et alors que la droite est particulièrement divisée entre Chirac et le Premier ministre Balladur, Jospin réussit à arriver en tête au premier tour de l'élection présidentielle de 1995, malgré la très lourde défaite de la gauche aux législatives de 1993. Au second tour, il est battu par Chirac.
Dans l'Oise, Lionel Jospin arrive en tête du premier tour avec 20,81 % des exprimés, suivi de Jean-Marie Le Pen (20,48 %), Jacques Chirac (19,7 %), Édouard Balladur (16 %) et Robert Hue (9,15 %). Au second tour, les électeurs ont voté à 51,12 % pour Jacques Chirac contre 48,88 % pour Lionel Jospin avec un taux de participation de 81,11 % des inscrits.
|                | PS             | Lionel Jospin        | 80 689  | 20,81 %    | 180 301 | 48,88 %    |  |  |
|                | FN             | Jean-Marie Le Pen    | 79 415  | 20,48 %    |         |            |  |  |
|                | RPR            | Jacques Chirac       | 76 390  | 19,7 %     | 188 559 | 51,12 %    |  |  |
|                | RPR            | Édouard Balladur     | 62 055  | 16 %       |         |            |  |  |
|                | PC             | Robert Hue           | 35 493  | 9,15 %     |         |            |  |  |
|                | LO             | Arlette Laguiller    | 23 270  | 6 %        |         |            |  |  |
|                | MPF            | Philippe de Villiers | 17 822  | 4,6 %      |         |            |  |  |
|                | Les Verts      | Dominique Voynet     | 11 516  | 2,97 %     |         |            |  |  |
|                | S&P            | Jacques Cheminade    | 1 111   | 0,29 %     |         |            |  |  |
|                |                |                      |         |            |         |            |  |  |
|                |                |                      | Nombre  | % inscrits | Nombre  | % inscrits |  |  |
| Inscrits       | Inscrits       | Inscrits             | 488 437 |            | 488 261 |            |  |  |
| Abstentions    | Abstentions    | Abstentions          | 91 000  | 18,63 %    | 92 241  | 18,89 %    |  |  |
| Votants        | Votants        | Votants              | 397 437 | 81,37 %    | 396 020 | 81,11 %    |  |  |
|                |                |                      |         |            |         |            |  |  |
|                |                |                      |         | % votants  |         | % votants  |  |  |
| Blancs ou nuls | Blancs ou nuls | Blancs ou nuls       | 9 676   | 2,43 %     | 27 160  | 6,86 %     |  |  |
| Exprimés       | Exprimés       | Exprimés             | 387 761 | 97,57 %    | 368 860 | 93,14 %    |  |  |

### 1988
Après deux ans de cohabitation, Mitterrand affronte le Premier ministre Chirac lors de l'élection présidentielle de 1988. Le Pen obtient au premier tour un score jusque-là sans précédent pour un parti d'extrême droite. Au second tour, Mitterrand est facilement réélu.
Dans l'Oise, François Mitterrand arrive en tête du premier tour avec 36,5 % des exprimés, suivi de Jacques Chirac (17,74 %), Jean-Marie Le Pen (16,73 %), Raymond Barre (14,05 %) et André Lajoinie (7,32 %). Au second tour, les électeurs ont voté à 58,12 % pour François Mitterrand contre 41,88 % pour Jacques Chirac avec un taux de participation de 86,39 % des inscrits.
|                | PS                    | François Mitterrand | 134 132 | 36,5 %     | 214 255 | 58,12 %    |  |  |
|                | RPR                   | Jacques Chirac      | 65 199  | 17,74 %    | 154 367 | 41,88 %    |  |  |
|                | FN                    | Jean-Marie Le Pen   | 61 478  | 16,73 %    |         |            |  |  |
|                | SE                    | Raymond Barre       | 51 639  | 14,05 %    |         |            |  |  |
|                | PC                    | André Lajoinie      | 26 894  | 7,32 %     |         |            |  |  |
|                | Les Verts             | Antoine Waechter    | 12 253  | 3,33 %     |         |            |  |  |
|                | LO                    | Arlette Laguiller   | 8 678   | 2,36 %     |         |            |  |  |
|                | Communiste rénovateur | Pierre Juquin       | 5 781   | 1,57 %     |         |            |  |  |
|                | MPT                   | Pierre Boussel      | 1 423   | 0,39 %     |         |            |  |  |
|                |                       |                     |         |            |         |            |  |  |
|                |                       |                     | Nombre  | % inscrits | Nombre  | % inscrits |  |  |
| Inscrits       | Inscrits              | Inscrits            | 443 577 |            | 443 430 |            |  |  |
| Abstentions    | Abstentions           | Abstentions         | 68 983  | 15,55 %    | 60 342  | 13,61 %    |  |  |
| Votants        | Votants               | Votants             | 374 594 | 84,45 %    | 383 088 | 86,39 %    |  |  |
|                |                       |                     |         |            |         |            |  |  |
|                |                       |                     |         | % votants  |         | % votants  |  |  |
| Blancs ou nuls | Blancs ou nuls        | Blancs ou nuls      | 7 117   | 1,9 %      | 14 466  | 3,78 %     |  |  |
| Exprimés       | Exprimés              | Exprimés            | 367 477 | 98,1 %     | 368 622 | 96,22 %    |  |  |

### 1981
Lors de l'élection présidentielle de 1981, Giscard d'Estaing arrive en tête au premier tour et affronte, comme la fois précédente, Mitterrand. Pour la première fois, un président sortant est battu : Mitterrand devient le premier président de gauche de la Ve République.
Dans l'Oise, Valéry Giscard d'Estaing arrive en tête du premier tour avec 26,02 % des exprimés, suivi de François Mitterrand (25,54 %), Georges Marchais (18,16 %), Jacques Chirac (17,39 %) et Brice Lalonde (3,79 %). Au second tour, les électeurs ont voté à 52,58 % pour François Mitterrand contre 45,39 % pour Valéry Giscard d'Estaing avec un taux de participation de 88,48 % des inscrits.
|                | UDF            | Valéry Giscard d'Estaing | 88 399  | 26,02 %    | 159 530 | 45,39 %    |  |  |
|                | PS             | François Mitterrand      | 86 771  | 25,54 %    | 191 924 | 54,61 %    |  |  |
|                | PC             | Georges Marchais         | 61 695  | 18,16 %    |         |            |  |  |
|                | RPR            | Jacques Chirac           | 59 094  | 17,39 %    |         |            |  |  |
|                | MEP            | Brice Lalonde            | 12 887  | 3,79 %     |         |            |  |  |
|                | LO             | Arlette Laguiller        | 10 063  | 2,96 %     |         |            |  |  |
|                | MRG            | Michel Crépeau           | 7 282   | 2,14 %     |         |            |  |  |
|                | Divers droite  | Michel Debré             | 5 865   | 1,73 %     |         |            |  |  |
|                | Divers droite  | Marie-France Garaud      | 4 658   | 1,37 %     |         |            |  |  |
|                | PSU            | Huguette Bouchardeau     | 3 072   | 0,9 %      |         |            |  |  |
|                |                |                          |         |            |         |            |  |  |
|                |                |                          | Nombre  | % inscrits | Nombre  | % inscrits |  |  |
| Inscrits       | Inscrits       | Inscrits                 | 408 357 |            | 408 308 |            |  |  |
| Abstentions    | Abstentions    | Abstentions              | 62 966  | 15,42 %    | 47 048  | 11,52 %    |  |  |
| Votants        | Votants        | Votants                  | 345 391 | 84,58 %    | 361 260 | 88,48 %    |  |  |
|                |                |                          |         |            |         |            |  |  |
|                |                |                          |         | % votants  |         | % votants  |  |  |
| Blancs ou nuls | Blancs ou nuls | Blancs ou nuls           | 5 605   | 1,62 %     | 9 806   | 2,71 %     |  |  |
| Exprimés       | Exprimés       | Exprimés                 | 339 786 | 98,38 %    | 351 454 | 97,29 %    |  |  |

### 1974
L'élection présidentielle de 1974 est une élection anticipée à la suite de la mort de Pompidou. Mitterrand, candidat unique de la gauche, est largement en tête au premier tour devant Giscard d'Estaing, qui distance lui-même Chaban-Delmas. Au terme d'une campagne animée, marquée par un débat télévisé tendu, Giscard d'Estaing l'emporte avec une très courte avance.
Dans l'Oise, François Mitterrand arrive en tête du premier tour avec 45,4 % des exprimés, suivi de Valéry Giscard d'Estaing (29,37 %), Jacques Chaban-Delmas (15,16 %), Jean Royer (3,24 %) et Arlette Laguiller (2,92 %). Au second tour, les électeurs ont voté à 52,58 % pour François Mitterrand contre 47,42 % pour Valéry Giscard d'Estaing avec un taux de participation de 89,82 % des inscrits.
|                | PS             | François Mitterrand      | 124 824 | 45,4 %     | 148 106 | 52,58 %    |  |  |
|                | RI             | Valéry Giscard d'Estaing | 80 752  | 29,37 %    | 133 596 | 47,42 %    |  |  |
|                | UDR            | Jacques Chaban-Delmas    | 41 688  | 15,16 %    |         |            |  |  |
|                | SE             | Jean Royer               | 8 902   | 3,24 %     |         |            |  |  |
|                | LO             | Arlette Laguiller        | 8 019   | 2,92 %     |         |            |  |  |
|                | SE, écologiste | René Dumont              | 3 762   | 1,37 %     |         |            |  |  |
|                | FN             | Jean-Marie Le Pen        | 2 334   | 0,85 %     |         |            |  |  |
|                | MDSF           | Émile Muller             | 1 955   | 0,71 %     |         |            |  |  |
|                | FCR            | Alain Krivine            | 1 368   | 0,5 %      |         |            |  |  |
|                | MFE            | Jean-Claude Sebag        | 576     | 0,21 %     |         |            |  |  |
|                | NAR            | Bertrand Renouvin        | 570     | 0,21 %     |         |            |  |  |
|                |                |                          |         |            |         |            |  |  |
|                |                |                          | Nombre  | % inscrits | Nombre  | % inscrits |  |  |
| Inscrits       | Inscrits       | Inscrits                 | 318 083 |            | 318 030 |            |  |  |
| Abstentions    | Abstentions    | Abstentions              | 40 126  | 12,61 %    | 32 366  | 10,18 %    |  |  |
| Votants        | Votants        | Votants                  | 277 957 | 87,39 %    | 285 664 | 89,82 %    |  |  |
|                |                |                          |         |            |         |            |  |  |
|                |                |                          |         | % votants  |         | % votants  |  |  |
| Blancs ou nuls | Blancs ou nuls | Blancs ou nuls           | 3 022   | 1,09 %     | 3 962   | 1,39 %     |  |  |
| Exprimés       | Exprimés       | Exprimés                 | 274 935 | 98,91 %    | 281 702 | 98,61 %    |  |  |

### 1969
L'élection présidentielle de 1969 est une élection anticipée à la suite de la démission de De Gaulle. La gauche se lance désunie dans la course et, bien que Duclos (PCF) manque de le devancer, c'est le président par intérim Poher qui accède au second tour face à l'ex-Premier ministre Pompidou. Alors que Duclos refuse d'appeler à voter au second tour pour « bonnet blanc ou blanc bonnet », Pompidou est finalement largement élu.
Dans l'Oise, Georges Pompidou arrive en tête du premier tour avec 42,37 % des exprimés, suivi de Jacques Duclos (24,29 %), Alain Poher (22,14 %), Gaston Defferre (4,39 %) et Michel Rocard (3,96 %). Au second tour, les électeurs ont voté à 56,69 % pour Georges Pompidou contre 43,31 % pour Alain Poher avec un taux de participation de 70,16 % des inscrits.
|                | UDR            | Georges Pompidou | 99 479  | 42,37 %    | 107 086 | 56,69 %    |  |  |
|                | PC             | Jacques Duclos   | 57 034  | 24,29 %    |         |            |  |  |
|                | CD             | Alain Poher      | 51 991  | 22,14 %    | 81 818  | 43,31 %    |  |  |
|                | SFIO           | Gaston Defferre  | 10 306  | 4,39 %     |         |            |  |  |
|                | PSU            | Michel Rocard    | 9 287   | 3,96 %     |         |            |  |  |
|                | SE             | Louis Ducatel    | 3 825   | 1,63 %     |         |            |  |  |
|                | LC             | Alain Krivine    | 2 887   | 1,23 %     |         |            |  |  |
|                |                |                  |         |            |         |            |  |  |
|                |                |                  | Nombre  | % inscrits | Nombre  | % inscrits |  |  |
| Inscrits       | Inscrits       | Inscrits         | 294 322 |            | 294 045 |            |  |  |
| Abstentions    | Abstentions    | Abstentions      | 55 801  | 18,96 %    | 87 752  | 29,84 %    |  |  |
| Votants        | Votants        | Votants          | 238 521 | 81,04 %    | 206 293 | 70,16 %    |  |  |
|                |                |                  |         |            |         |            |  |  |
|                |                |                  |         | % votants  |         | % votants  |  |  |
| Blancs ou nuls | Blancs ou nuls | Blancs ou nuls   | 3 712   | 1,56 %     | 17 389  | 8,43 %     |  |  |
| Exprimés       | Exprimés       | Exprimés         | 234 809 | 98,44 %    | 188 904 | 91,57 %    |  |  |

### 1965
L'élection présidentielle de 1965 est la première élection au suffrage universel direct à la suite du référendum d'octobre 1962. De Gaulle est mis en ballottage, à la surprise générale, par Mitterrand, candidat unique de la gauche. La campagne du second tour est axée sur l'Europe et les relations internationales ainsi que sur l'armement nucléaire. De Gaulle est finalement réélu avec une large avance.
Dans l'Oise, Charles de Gaulle arrive en tête du premier tour avec 48,48 % des exprimés, suivi de François Mitterrand (30,14 %), Jean Lecanuet (13,66 %), Jean-Louis Tixier-Vignancour (4,63 %) et Pierre Marcilhacy (1,76 %). Au second tour, les électeurs ont voté à 57,02 % pour Charles de Gaulle contre 42,98 % pour François Mitterrand avec un taux de participation de 87,23 % des inscrits.
|                | UNR            | Charles de Gaulle            | 119 008 | 48,48 %    | 136 985 | 57,02 %    |  |  |
|                | CIR            | François Mitterrand          | 73 994  | 30,14 %    | 103 248 | 42,98 %    |  |  |
|                | MRP            | Jean Lecanuet                | 33 526  | 13,66 %    |         |            |  |  |
|                | SE             | Jean-Louis Tixier-Vignancour | 11 377  | 4,63 %     |         |            |  |  |
|                | PLE            | Pierre Marcilhacy            | 4 312   | 1,76 %     |         |            |  |  |
|                | SE             | Marcel Barbu                 | 3 278   | 1,34 %     |         |            |  |  |
|                |                |                              |         |            |         |            |  |  |
|                |                |                              | Nombre  | % inscrits | Nombre  | % inscrits |  |  |
| Inscrits       | Inscrits       | Inscrits                     | 283 395 |            | 283 230 |            |  |  |
| Abstentions    | Abstentions    | Abstentions                  | 34 684  | 12,24 %    | 36 159  | 12,77 %    |  |  |
| Votants        | Votants        | Votants                      | 248 711 | 87,76 %    | 247 071 | 87,23 %    |  |  |
|                |                |                              |         |            |         |            |  |  |
|                |                |                              |         | % votants  |         | % votants  |  |  |
| Blancs ou nuls | Blancs ou nuls | Blancs ou nuls               | 3 216   | 1,29 %     | 6 838   | 2,77 %     |  |  |
| Exprimés       | Exprimés       | Exprimés                     | 245 495 | 98,71 %    | 240 233 | 97,23 %    |  |  |